# Jardín Botánico Munda Wanga

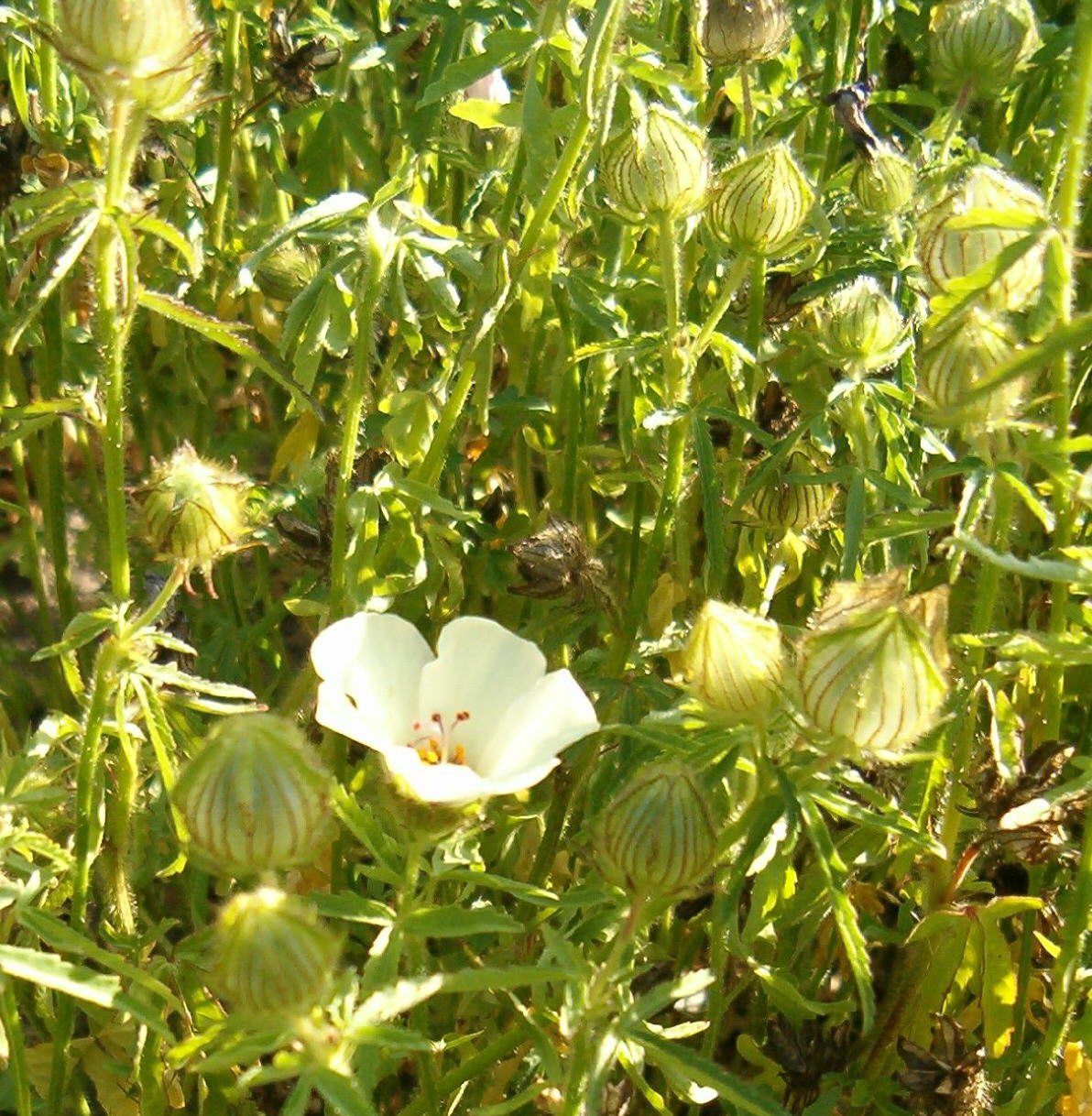
Hibiscus trionum planta nativa de Zambia.

El Jardín Botánico Munda Wanga en inglés: Munda Wanga Trust Botanical Garden, es un jardín botánico que se encuentra en Lusaka (Zambia). Es miembro del BGCI y presenta trabajos para la Agenda Internacional para la Conservación en los Jardines Botánicos, su código de identificación internacional como institución botánica es MUNDA.

## Localización
Munda Wanga Tanga Kanda Trust Botanical Garden P.O. Box 38267, Lusaka, Zambia.15°25′00″S 28°17′00″E / -15.41667, 28.28333
- Promedio Anual de Lluvia: 617 mm
- Altitud: 1.300 m s. n. m.

Se encuentra abierto al público en general.

## Historia
Originalmente fue creado por Ralph Sander como jardín privado en 1950, y desde entonces "Munda Wanga" ha pasado a través de muchos cambios a lo largo de los años. En la década de 1970 se lo vendió al gobierno de Zambia, y actualmente (2008), está sucediendo el cambio más significativo, pues después de varios años de inestabilidad, y gracias al apoyo de diversas organizaciones medioambientales internacionales los jardines están siendo impulsados hacia su gloria anterior, con un ambicioso programa encaminado a restaurar los jardines e integrarlos con el parque de la fauna para formar el primer lugar de educación medioambiental en la región.
Los jardines fueron establecidos originalmente para introducir en Zambia nuevas especies de plantas exóticas procedentes de todo el mundo. Muchas de éstas se han perdido durante sequías o han sido eliminadas por las sombras de los árboles cuando han crecido. 

## Colecciones
Este es el único jardín botánico existente en Zambia. Entre sus plantas hay una nutrida representación de las pertenecientes a la Flora sudafricana, y de la flora nativa de Zambia en especial, de donde son aproximadamente el 30 % de las plantas de las colecciones. 
Hay representadas 15 familias de plantas que se encuentran agrupadas como:
- Plantas suculentas, colección de plantas suculentas nativas de la región plantas que se adaptan a los largos periodos sin agua. Una colección importante en términos de educación, conservación, adaptación de las plantas y uso de las plantas.
- Colección de cycas, donada a Munda Wanga en gran parte por el Jardín Botánico de Kirstenbosch en Sudáfrica, que será utilizada para la conservación y la educación en la evolución de las plantas.
- Jardín de fósiles vivientes, colección de plantas que fueron una vez comunes en épocas pretéritas, antes de que las plantas de flor se desarrollaran dominando los biotopos, así: Ginkgo biloba, cycas, helechos, araucarias.
- Jardín Etnobotánico, jardín de las plantas que son de importancia tradicional y cultural en Zambia. Esta colección está en la primera fase de su desarrollo, y el "Munda Wanga" está trabajando en colaboración con la « Traditional Health Practitioners Association of Zambia » (Asociación de Sanadores Tradicionales de Zambia) para asegurarse de que la colección es exacta y apropiada. Esta ambiciosa colección tendrá papeles educativos y de conservación diversos y de un gran significado cultural para las gentes de Zambia.
- Orquídeas epífitas,
- Jardín de hierbas
- Colección de plantas de los acantilados del Zambeze
- Plantas de las "colinas Munali" (Munali Hills).
- Banco de germoplasma
- Herbario

## Actividades
En este centro se despliegan una serie de actividades a lo largo de todo el año:
- Programas de conservación
- Programas de conservación « Ex Situ »
- Estudios de nutrientes de plantas
- Ecología
- Conservación de Ecosistemas
- Programas educativos
- Etnobotánica
- Exploración
- Restauración Ecológica
- Sistemática y Taxonomía
- Sostenibilidad
- Index Seminum
- Exhibiciones de plantas especiales